# Урмас Хепнер
Урмас Хепнер (ест. Urmas Hepner; нар. 31 липня 1964, Таллінн, Естонська РСР) — радянський та естонський футболіст, центральний захисник та півзахисник, футбольний тренер.

## Клубна кар'єра
Розпочав грати на дорослому рівні у командах чемпіонату Естонського РСР — талліннських «Норма» та «Норус».
У 1983 році переїхав до «Спорту» (Таллінн), який виступав у другій лізі СРСР. Провів вісім сезонів у команді, за цей час зіграв понад 200 матчів у чемпіонаті країни. У 1984 році успішно пройшов перегляд у московському «Спартаку», але гравець відмовився переїжджати до Росії. На початку своєї кар'єри грав на позиції нападника, але в середині 1980-х його перевели на позицію центрального захисника. У 1990 році грав за «Спорт» у Балтійській лізі.
У 1991 році виїхав до Фінляндії, де грав у другому дивізіоні за «Куму Куусанкоскен» та в третьому дивізіоні - за КТП (Котка). По ходу сезону 1993/94 років повернувся до Естонії, зіграв на чемпіонаті країни за «Норму», «Таллінна Садам», «Лантану-Марлекор» та «Лантану». У футболці «Лантани» став дворазовим чемпіоном Естонії. У 1998-1999 роках знову грав у Фінляндії, у третьому дивізіоні за клуб «Гювінкяан», водночас через травму працював у цьому клубі дитячим тренером.
Починаючи з 2001 року, виступав у системі «Левадії» за командами нижчих підрозділів з Маарду. У 2003 році провів 12 матчів у Вищій лізі на другу команду «Левадії». Завершив кар'єру гравця 2004 року.
Після завершення кар'єри протягом багатьох років працював у системі «Левадії» дитячим та дорослим тренером, спортивним директором та був директором спортивної школи «Коткас». З 2016 року — тренер в аматорському клубі «Вольта» (Таллінн).

## Кар'єра в збірній
Дебютував у національній збірній Естонії 3 червня 1992 року в першому офіційному матчі після відновлення незалежності, проти команди Словенії. Останній матч провів 9 березня 1994 року проти Кіпру. Загалом зіграв 13 матчів за національну команду, голами не відзначався. У десяти матчах був капітаном команди. Після сварки з Айваром Полаком відрахований із Збірної.

## Досягнення
- Мейстріліга
  -  Чемпіон (2): 1995/96, 1996/97
  -  Срібний призер (1): 1993/94

- Кубок Естонії
  -  Володар (1): 1993/94

- Футболіст року в Естонії (1): 1992